# أولمبياد علم الأحياء الدولية

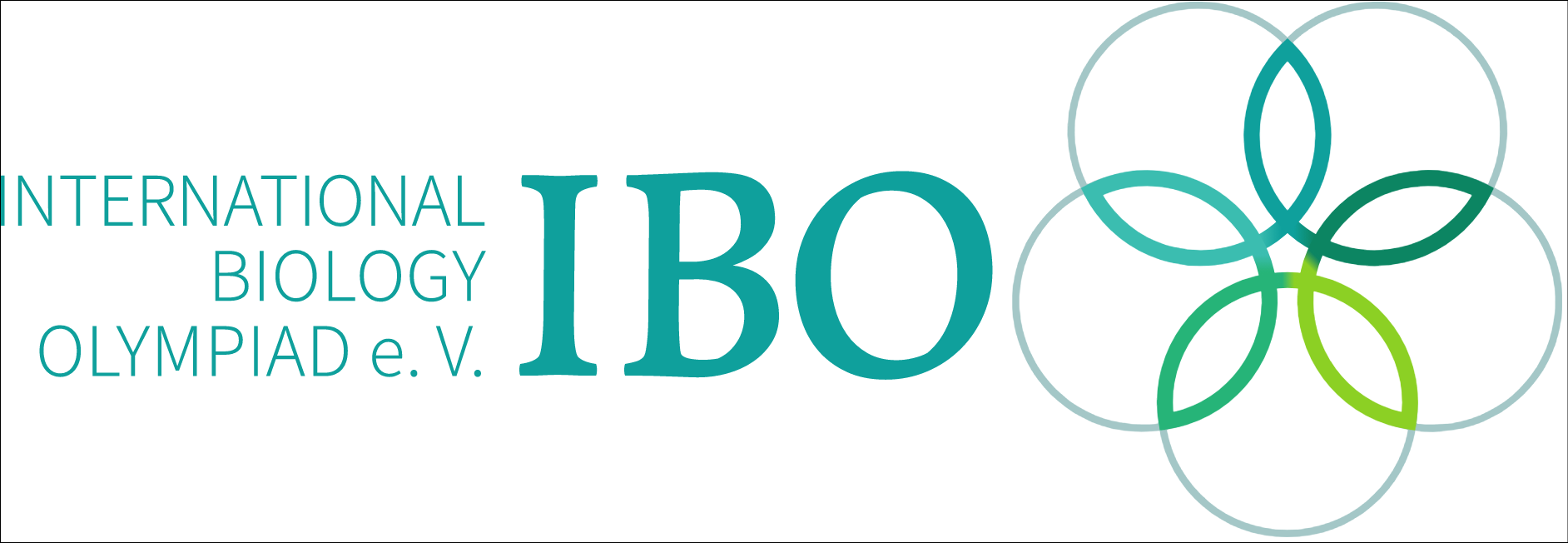

أولمبياد الأحياء الدولي (IBO) هو أولمبياد علوم لطلاب المدارس الثانوية الذين تقلّ أعمارهم عن 20 عامًا. تمّ إطلاق الأولمبياد الأكاديمي الدولي الأول بعد الأولمبياد الرياضي الدولي (الموجود في أوروبا الشرقية في الأصل)
تحت رعاية الأمم المتّحدة في الستينيات. وقد توسّعت البرامج تدريجياً لتشمل أكثر من 70 دولة مشاركة عبر خمس قارات. IBO هي واحدة من هذه الألعاب الأولمبية. ترسل جميع الدول المشاركة الفائزين الأربعة
في أولمبياد علم الأحياء الوطني إلى IBO ، يرافقهم عادة شخصان بالغان عضوّان في لجنة التحكيم الدوليّة طوال فترة المسابقة.